# Weed (Új-Mexikó)
Weed statisztikai település az új-mexikói Otero megyében, az Egyesült Államokban. A 24-es állami autópálya mellett fekszik, a Sacramento-hegység délkeleti oldalán, 2148 méterrel a tengerszint felett. 1885 óta rendelkezik postával és a 2020-as népszámlálás idején a lakosság száma 67 fő volt.

## Története
Weedet 1884-ben alapította George és Elizabeth Lewis. William H. Weedről kapta a nevét, aki megnyitotta az első boltot a településen.

## Népesség
| 2010 | 63 |
| 2020 | 67 |

### Demográfia
A 2020-as népszámlálás idején Weed lakossága 67 fő volt, néggyel több, mint egy évtizeddel korábban. A lakosok közül senki nem rendelkezett egyetemi végzettséggel, de több, mint a felük dolgozott abban az időben.

## Fontos személyek
- Glenn Strange, színész